# Transiberiano
El ferrocarril Transiberiano (en ruso: Транссибирская магистраль, Транссиб, pron. Transibírskaia maguistral, Transsib) es una red ferroviaria de carga y pasajeros que conecta la Rusia europea con las provincias del Lejano Oriente ruso hasta el océano Pacífico, además de Mongolia, China y Corea del Norte. La línea original, con una longitud de 9288 km, se completó en 1904. Posteriormente se han construido otras tres rutas y varios ramales más, abarcando 10 267 km.
Operado por los Ferrocarriles Rusos (RZhD), el Transiberiano constituye el mayor sistema único de transporte terrestre del mundo y el segundo recorrido ferroviario más largo, después del complejo Madrid - Yiwu. Forma parte esencial de la llamada Nueva Ruta de la Seda. El viaje completo en coche de pasaje requiere poco menos de una semana.

## Características
La ruta principal fue inaugurada después de trece años de trabajo, el 21 de julio de 1904. Con una extensión de 9288 km, une Moscú con la costa rusa del océano Pacífico, más precisamente con Vladivostok (localizada en el mar del Japón, y cuyo significado en ruso es “poder sobre oriente”), atravesando la mayor parte de la que fue Asia Zarista. Esta vía, que atraviesa ocho zonas horarias y cuyo recorrido demanda cerca de 7 días de viaje, constituye el servicio ferroviario continuo más largo del mundo, con excepción de la ruta que se hace dos veces al mes regularmente, y que sirve de conexión entre Moscú y Pionyang. Hay ramales a China, a través de Mongolia y Manchuria, con servicio continuo a Corea del Norte.
Otro ramal de importancia dentro de esta extensa red ferroviaria es el Transmanchuriano, cuyo recorrido coincide con el Transiberiano hasta Társkaya, unos 1000 km al este del lago Baikal. Desde la ciudad de Társkaya, el Transmanchuriano enfila al sureste hacia China, y sigue su recorrido hasta finalizar en Pekín.
La tercera de las rutas primarias es el Transmongoliano, que coincide en su traza con el Transiberiano hasta Ulán Udé, en la ribera este del lago Baikal. Desde Ulán Udé, el Transmongoliano enfila al sur hasta Ulán Bator, tras lo cual sigue en dirección sudeste hasta Pekín.
En 1991 fue completada una cuarta ruta, cuyo recorrido se encuentra más al norte, tras más de cinco décadas de obras esporádicas. Conocida como Ferrocarril Baikal-Amur, esta extensión se separa del Transiberiano varios cientos de kilómetros al oeste del lago Baikal, y lo atraviesa por su extremo norte. Esta ruta alcanza el océano Pacífico al noreste de Jabárovsk, en Sovétskaya Gavan. Si bien brinda acceso a la notable costa norte del Baikal, este ramal se caracteriza también por atravesar zonas consideradas peligrosas.

## Ramales

### Transiberiano
La ruta principal, recorrida por el tren N.º 1, que se conoce con el nombre de Rossía ('Rusia' en ruso), pasa por las siguientes ciudades:
- Moscú (0 km, Huso Horario de Moscú). La mayor parte de las formaciones parten de la estación ferroviaria de Yaroslavsky.
- Nizhny Nóvgorod (442 km, HHM) sobre el río Volga; hasta el día de hoy, la estación principal de esta ciudad lleva su antigua denominación soviética, Gorki-Moskovski (aunque el nombre de la ciudad fue cambiado en 1990), y aparece así en muchos horarios.
- Perm (1436 km, HHM+2) localizada sobre el río Kama.
- Frontera oficial entre Europa y Asia (1777 km), señalada con un obelisco blanco.
- Ekaterimburgo (1816 km, HHM+2) en los montes Urales; hasta el día de hoy aparece con la que fue su antigua denominación soviética Sverdlovsk en muchos horarios.
- Omsk (2712 km, HHM+3) ubicada en las márgenes del río Irtysh.
- Novosibirsk (3335 km, HHM+3) sobre el río Obi.
- Krasnoyarsk (4098 km, HHM+4) a orillas del río Yeniséi.
- Irkutsk (5185 km, HHM+5) en las cercanías de la extremidad sur del Lago Baikal.
- Ulán-Udé (5642 km, HHM+5).
- Intersección con el Transmongoliano (5655 km).
- Chitá (6199 km, HHM+6).
- Intersección con el Transmanchuriano en Társkaya (6312 km).
- Jabárovsk (8521 km, HHM+7) localizada sobre las márgenes del río Amur.
- Vladivostok (9288 km, HHM+7), cerca del océano Pacífico.

Entre 1956 y 2001, el tren Rossía seguía un recorrido vía Yaroslavl en lugar de hacerlo por Nizhny Nóvgorod. Otros trenes todavía circulan por la ruta de Yaroslavl, o la ruta más sureña de Kazán.
La mayoría de los viajeros recorren en el Rossía tan sólo una parte del trayecto, pues este tren realiza un servicio relativamente rápido entre ciudades importantes, tales como Ekaterimburgo, Novosibirsk o Irkutsk.

### Transmanchuriano
El Transmanchuriano sigue el mismo recorrido que el Transiberiano entre Moscú y Chitá, para luego atravesar las siguientes poblaciones en su camino hacia China:
- Separación del ramal Transiberiano en Társkaya (a 6312 km de Moscú)
- Zabaikalsk (6661 km), asentamiento ruso ubicado en la frontera
- Manzhouli (a 2323 km de Pekín), asentamiento chino ubicado en la frontera
- Harbin (1388 km)
- Pekín.

### Transmongoliano
El Transmongoliano sigue el mismo recorrido que el Transiberiano entre Moscú y Ulán Udé, para luego atravesar las siguientes poblaciones en su camino hacia Mongolia y China:
- Separación del ramal Transiberiano (a 5655 km de Moscú)
- Naushki (5895 km), asentamiento ruso ubicado en la frontera
- Frontera entre Rusia y Mongolia (5900 km)
- Sühbaatar (5921 km), asentamiento mongol ubicado en la frontera
- Ulán Bator (6304 km), capital de Mongolia
- Zamiin Uud (7013 km), asentamiento mongol ubicado en la frontera
- Erlyan (a 842 km de Pekín), asentamiento chino ubicado en la frontera
- Datong (371 km)
- Pekín.

## Historia

### Contexto y diseño
Su construcción empezó a finales del siglo XIX, cuando el zar Alejandro lll todavía estaba en el poder. El desarrollo de Siberia se vio dificultado por las malas comunicaciones de transporte dentro de la región, así como con el resto del país. Aparte de la Ruta siberiana, no existían buenos caminos adecuados para el transporte sobre ruedas. Durante unos cinco meses del año, los ríos eran los principales medios de transporte. Durante la mitad fría del año, la carga y los pasajeros viajaron en trineos tirados por caballos sobre los caminos en invierno, muchos de los cuales eran los mismos ríos, pero cubierto de hielo.
El primer barco de vapor en el río Ob, el Osnova de Nikita Miasnikov, se puso en marcha en 1844. Los inicios fueron difíciles y no fue hasta 1857 que la navegación en barco de vapor comenzó a desarrollarse en el Ob de manera consistente. Los barcos de vapor comenzaron a funcionar en el Yeniséi en 1863, en el Lena y Amur, en la década de 1870.
Mientras que la relativa planitud de Siberia Occidental era, por lo menos, bastante bien servida por el gigantesco sistema del río Ob-Irtysh-Tobol-Chulym, los poderosos ríos de Siberia Oriental —como el Yeniséi, el curso superior del río Angara y el Lena— eran en su mayoría navegables solo en la dirección norte-sur. Un intento de remediar en parte la situación mediante la construcción del Canal de Ob-Yeniséi no fue particularmente exitoso. Solo un ferrocarril podría ser una solución real a los problemas de transporte de la región.
Los primeros proyectos ferroviarios en Siberia surgieron después de la finalización de la línea ferroviaria San Petersburgo-Moscú en 1851. Uno de los primeros fue el proyecto de Irkutsk-Chitá, propuesto por el empresario estadounidense Perry Collins y apoyado por el ministro de Transporte Constantine Possiet con miras a conectar Moscú hasta el río Amur y, en consecuencia, con el Océano Pacífico. El gobernador de Siberia, Nikolái Muraviov-Amurski, estaba ansioso por avanzar en la colonización del Lejano Oriente ruso, pero sus planes no pudieron materializarse, siempre y cuando los colonos tuvieron que importar cereales y otros alimentos de China y Corea. Fue por iniciativa de Muravyov que se llevaron a cabo encuestas para un ferrocarril en la región de Jabárovsk.
Antes de 1880, el gobierno central ignoró prácticamente estos proyectos, debido a la debilidad de las empresas de Siberia, una burocracia torpe y miedo al riesgo financiero. En 1880, hubo un gran número de solicitudes rechazadas y futuros de autorización para la construcción de vías férreas para conectar Siberia con el Pacífico, pero no el este de Rusia. Esto preocupó al gobierno e hizo que conectase Siberia con Rusia central una preocupación apremiante. El proceso de diseño duró diez años. Junto con la ruta finalmente construida, se propusieron proyectos alternativos: una ruta del sur, a través de Kazajistán, Barnaul, Abakán y Mongolia; y una ruta del norte, a través de Tiumén, Tobolsk, Tomsk, Yeniseysk y la moderna línea Baikal-Amur o incluso a través de Yakutsk.
La línea se divide en siete secciones, sobre la totalidad o la mayor parte de las cuales se trabajó simultáneamente, utilizando una mano de obra de 90 000 hombres. El costo total se estima en 35 millones de libras esterlinas; la primera sección (de Cheliábinsk al río Ob) fue terminado a un costo de 900 000 libras esterlinas menos de lo estimado. Los ferroviarios ofrecieron sugerencias para ahorrar fondos, por ejemplo, mediante la instalación de los transbordadores en lugar de puentes sobre los ríos hasta que el tráfico se incrementó. Los diseñadores insistieron y aseguraron la decisión de construir un ferrocarril ininterrumpido.
A diferencia de los rechazados proyectos privados que pretendían conectar las ciudades existentes y que necesitaban transporte, el Transiberiano no tenía tal prioridad. Por lo tanto, para ahorrar dinero y evitar enfrentamientos con los propietarios de las tierras, se decidió establecer el ferrocarril fuera de las ciudades existentes. Tomsk era la ciudad más grande y la más desafortunada, ya que los bancos pantanosos del río Ob cerca de él fueron considerados inapropiados para un puente. El ferrocarril fue colocado a 70 km al sur (en lugar de cruzar el Ob en Novo Nikolaevsk, más tarde llamado Novosibirsk); y simplemente un ramal sin salida lo conectaba con Tomsk, privando a la ciudad del tráfico ferroviario de tránsito prospectivo y el comercio.

## Galería

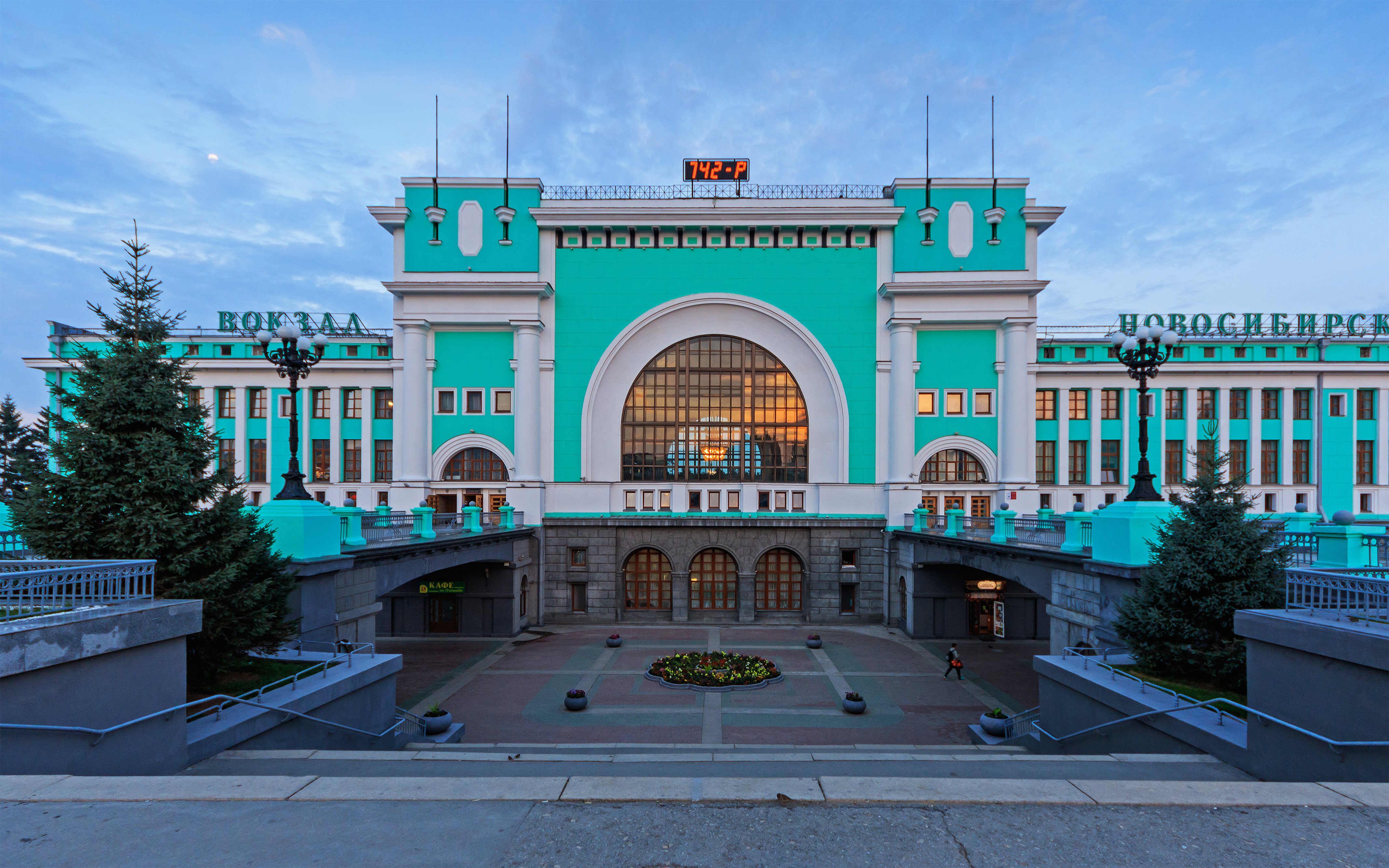
Estación de Novosibirsk.
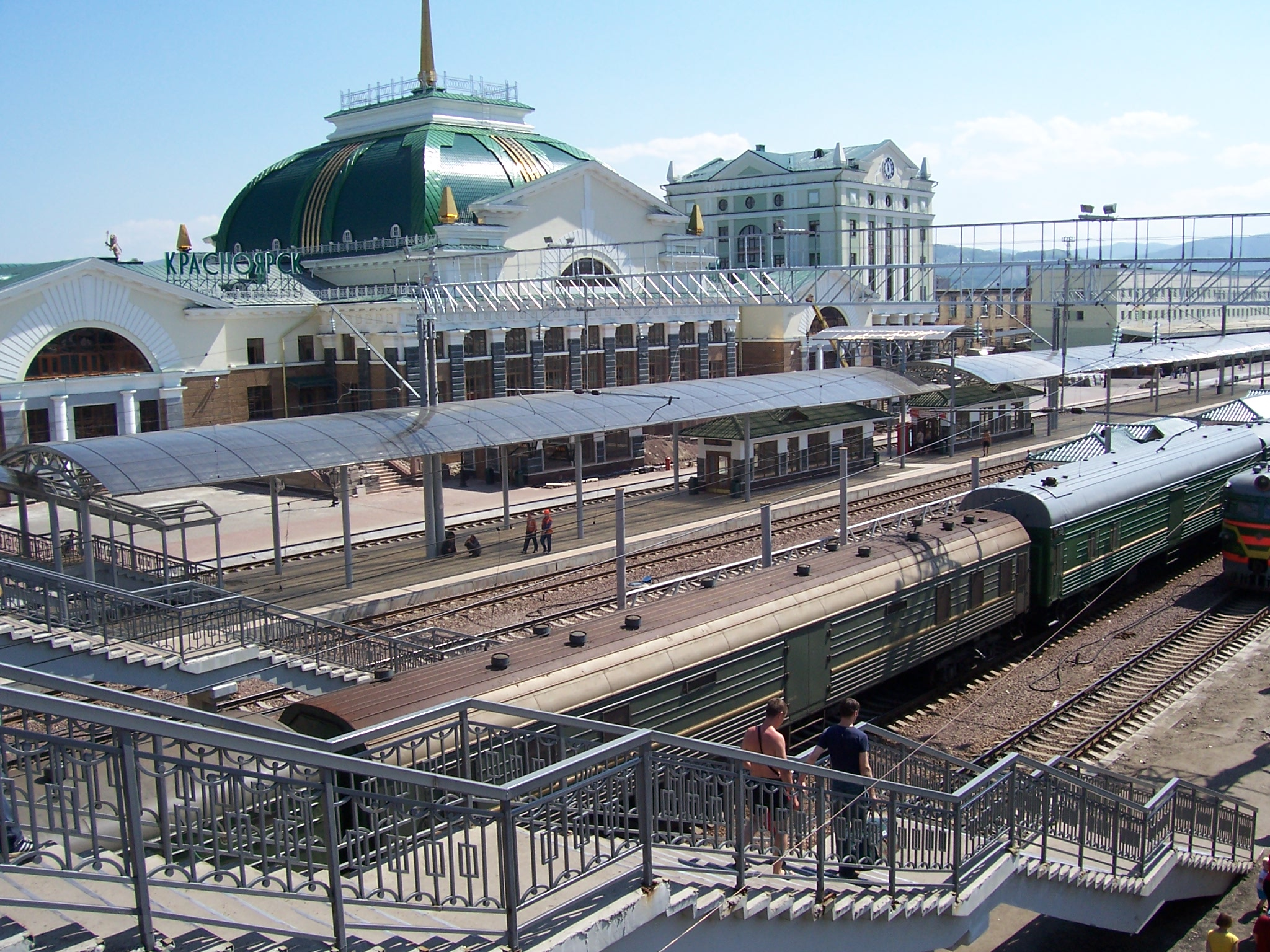
Estación Krasnoyarsk.
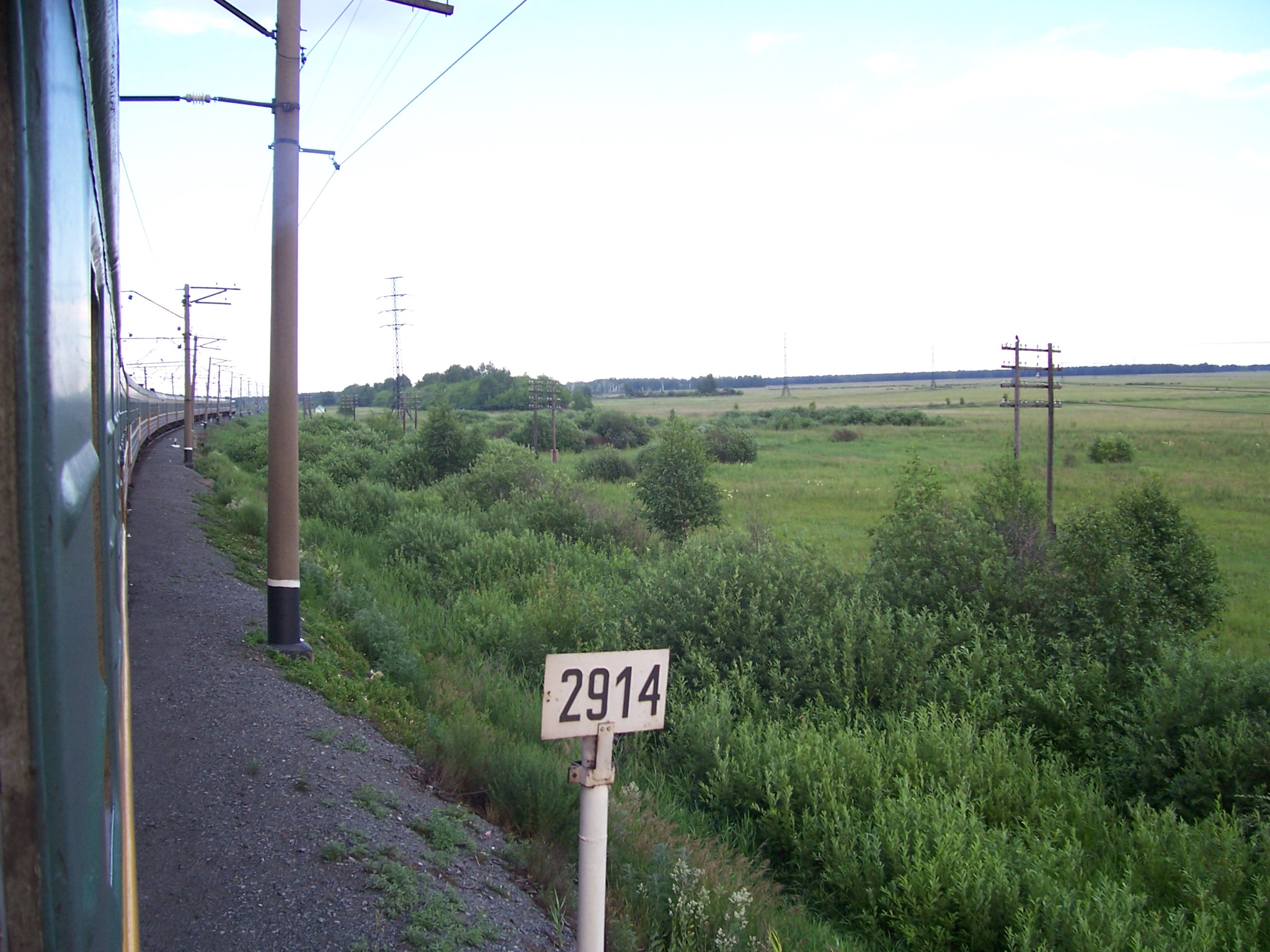
Vista desde el km 2914.
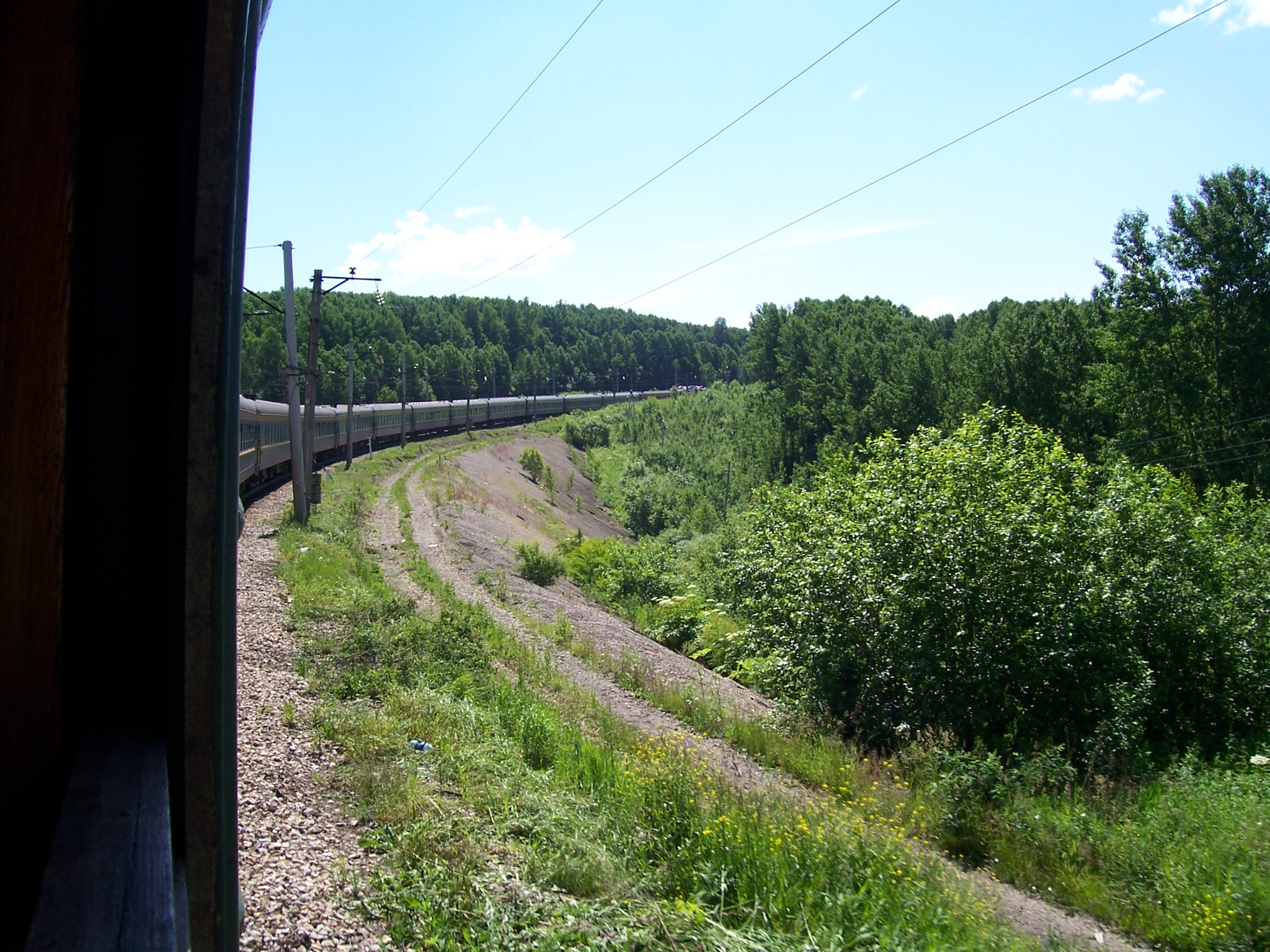
Tren del Transiberiano a Novosibirsk.
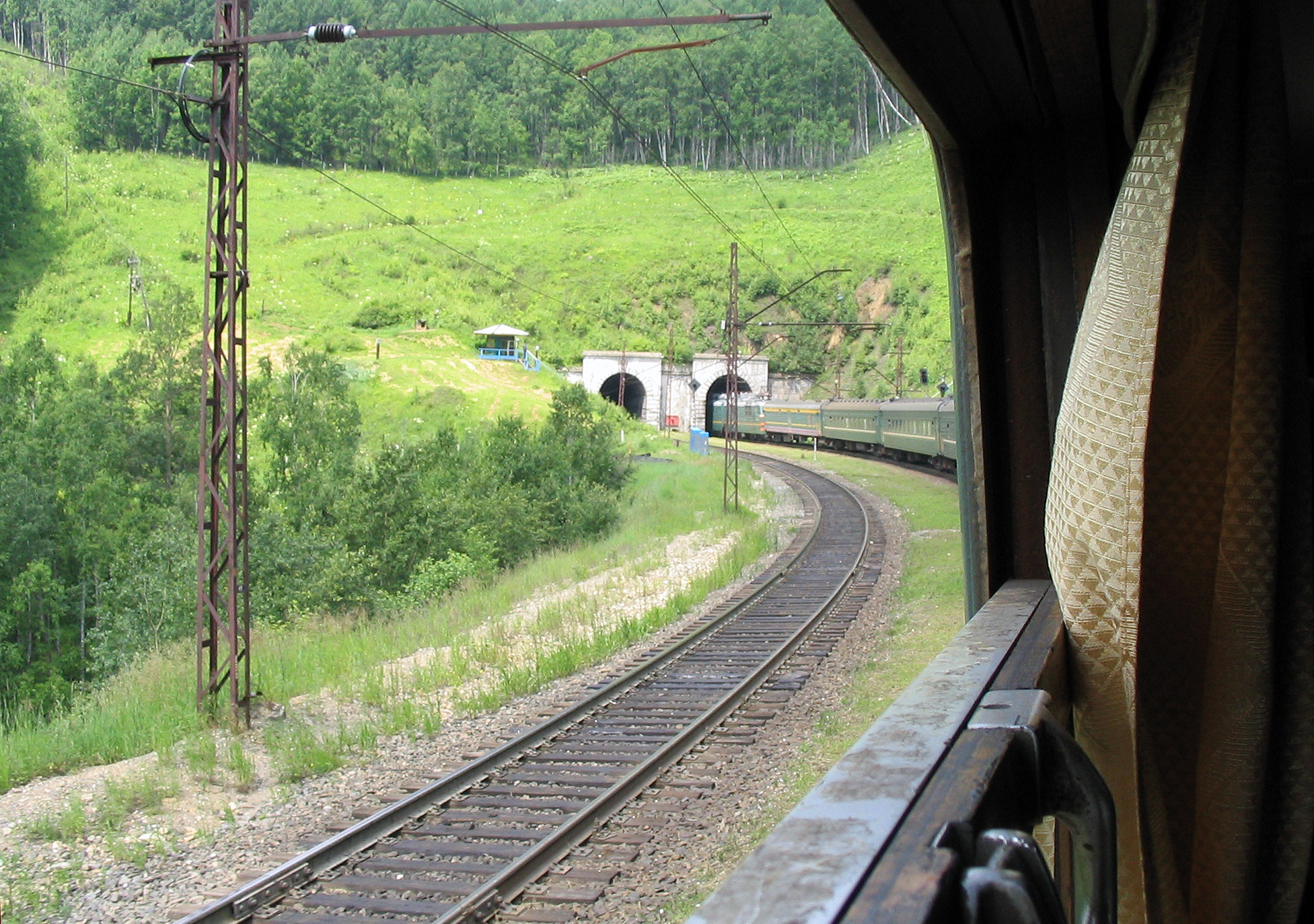
Túnel al oeste de Kultuk.
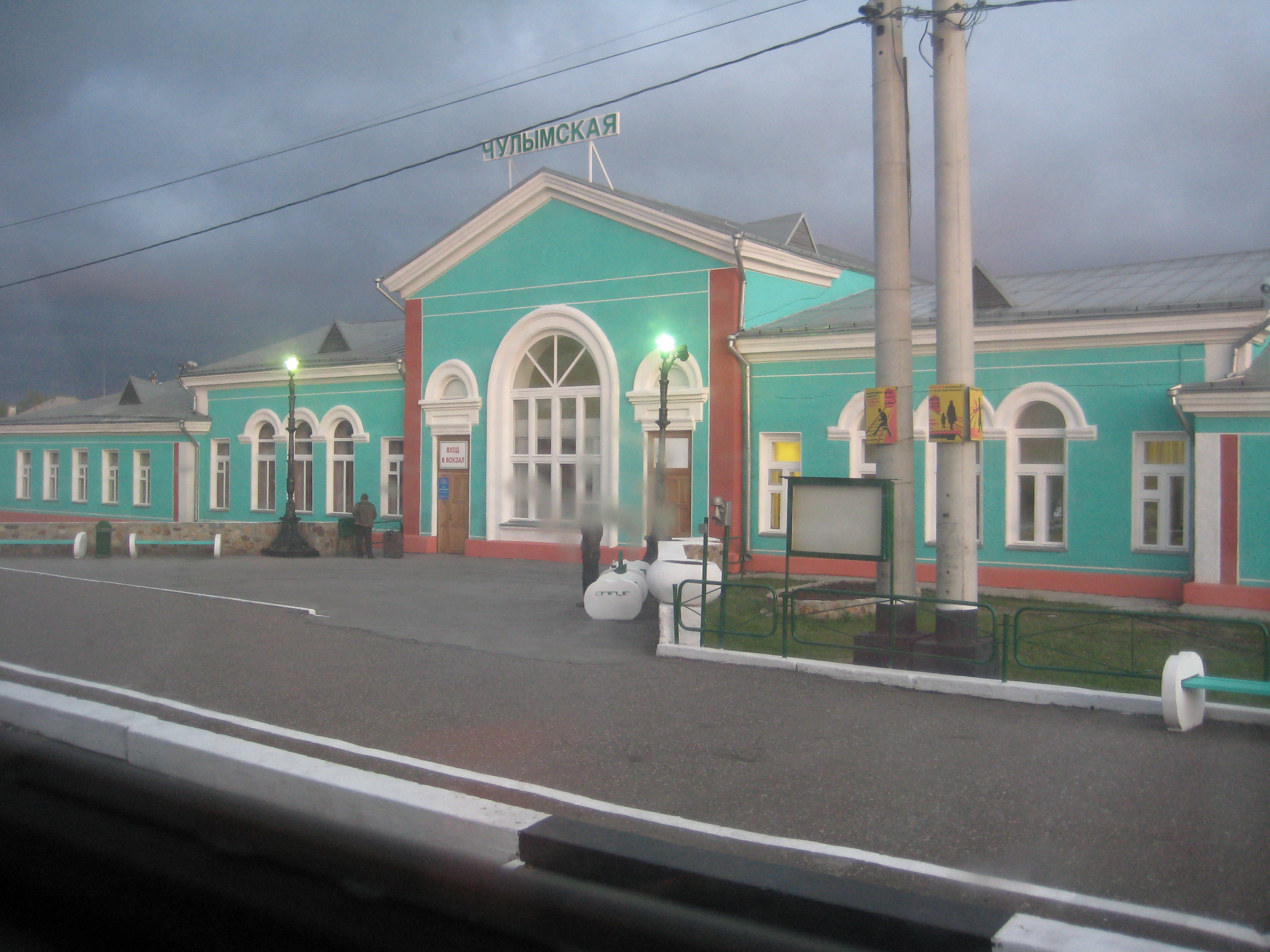
Estación de Chulym.
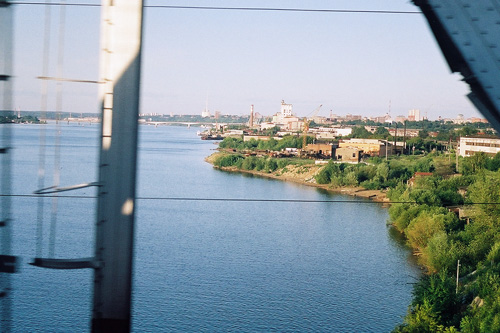
El río Kama desde el puente ferroviario.
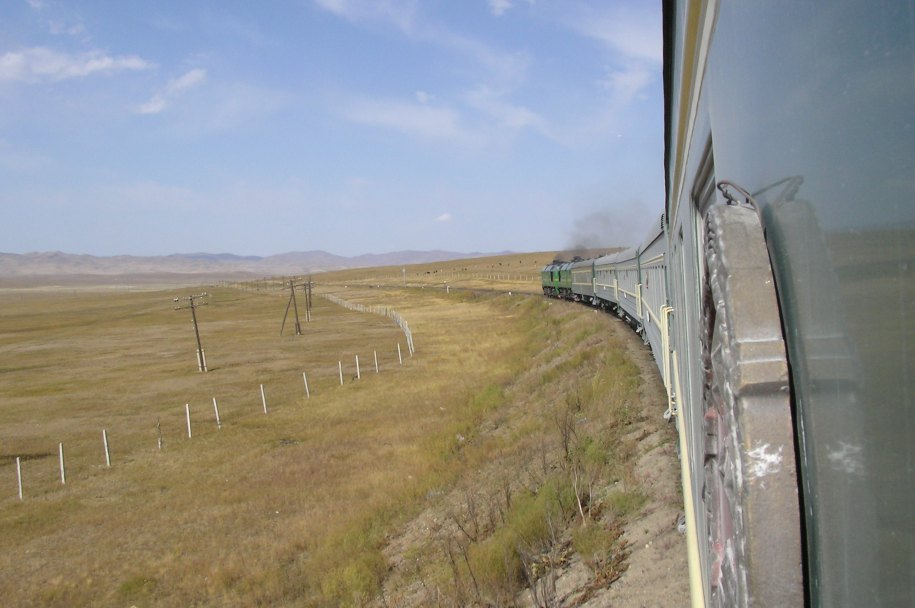
Tren chino K3 en el Transiberiano, en Mongolia.
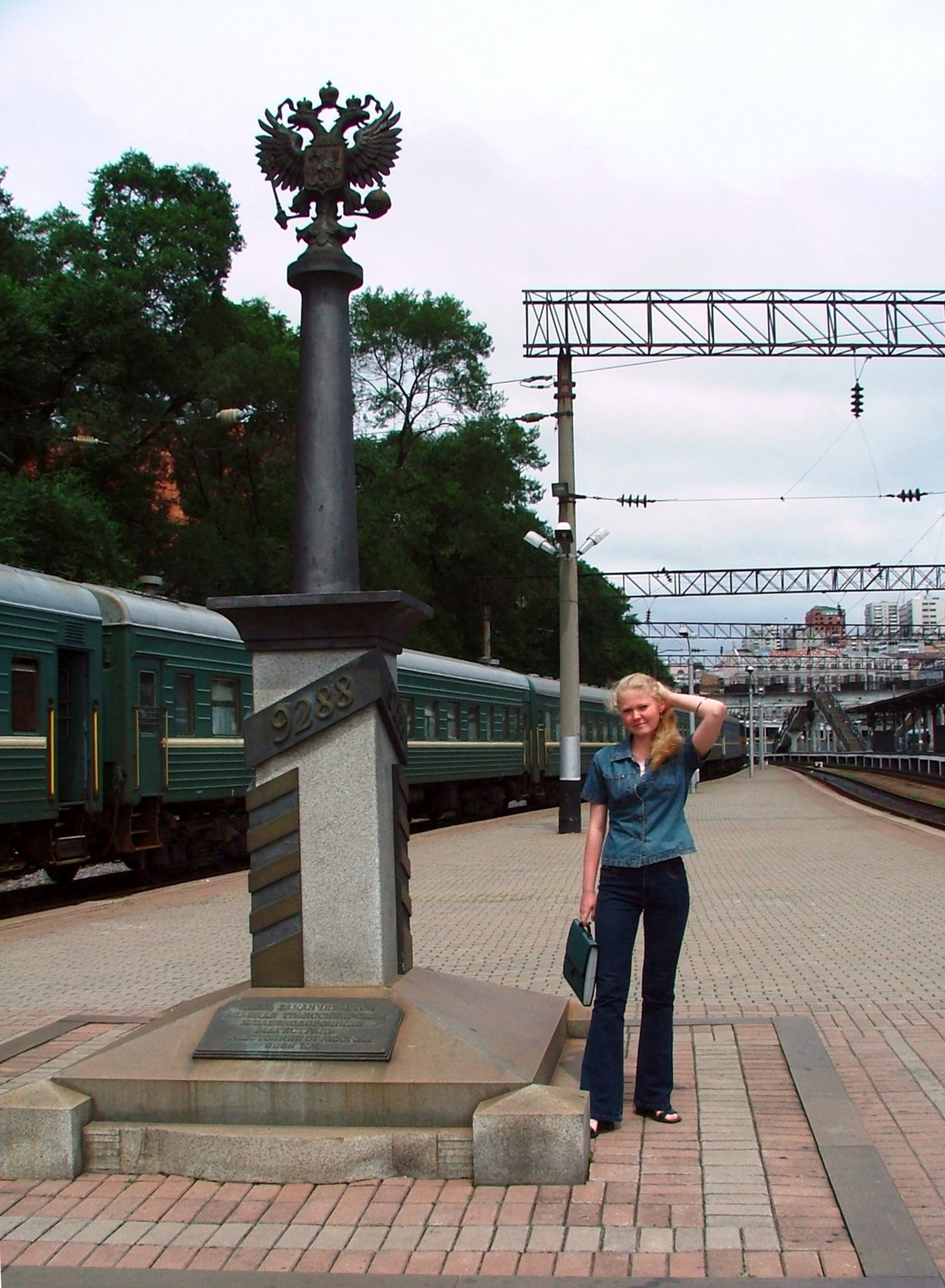
Monolito señalando el km 9288, en Vladivostok.
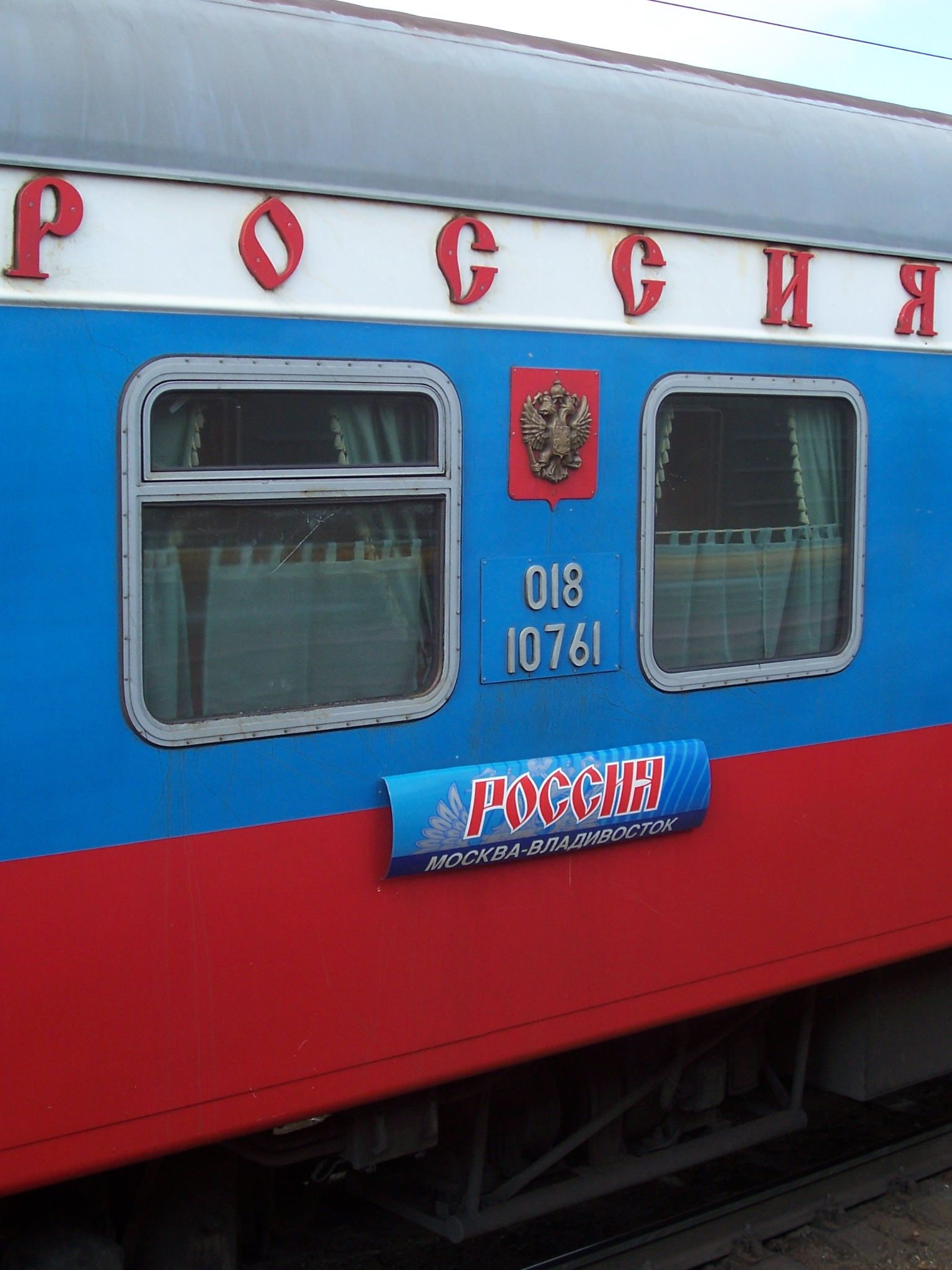
El tren expreso Rossija, que corre entre Moscú y Vladivostok.

## Películas
- Pánico en el Transiberiano, película de 1972 de Eugenio Martín.
- Transsiberian, película de 2008 dirigida por Brad Anderson.

## Apariciones en series
- Masha y el oso, el transiberiano pasa a escasos metros de la residencia de Masha.

## Videojuegos
- Trans-Siberian Railway Simulator, sin fecha oficial de salida.
- Help Will Come Tomorrow, 21 de abril de 2020.